# Takeshi Maeda
Takeshi Maeda (jap. 前田 武志, Maeda Takeshi; * 22. Oktober 1937 in Totsukawa, Landkreis Yoshino, Präfektur Nara) ist ein japanischer Politiker (Liberaldemokratische Partei→Shinseitō→Shinshintō→Taiyōtō→Minseitō→Demokratische Partei→Minshintō), ehemaliger Abgeordneter in beiden Kammern des Nationalparlaments und ehemaliger Minister für Land, Infrastruktur und Verkehr im Kabinett Noda.
Maeda, der Neffe von Ex-Wissenschafts- und Technologieminister Masao Maeda (LDP, Tanaka-Faktion), studierte an der ingenieurswissenschaftlichen Fakultät der Universität Kyōto. Dort schloss er ein Graduiertenstudium an und wurde danach Beamter im Bauministerium. Als sich sein Onkel zur Shūgiin-Wahl 1983 aus der Politik zurückzog, verließ Maeda das Ministerium und bewarb sich in dessen Wahlkreis Nara, der bei fünf Abgeordneten die gesamte Präfektur umfasste, mit Unterstützung der Tanaka-Faktion um die Nachfolge. Maeda landete aber als einer von vier konservativen Kandidaten (neben Maeda Seisuke Okuno (ohne Faktion), Chōzaburō Kakita (parteilos) und Yasushi Hattori (Suzuki-Faktion)) auf dem achten und damit letzten Platz. Bei der Wahl 1986 gelang ihm im zweiten Anlauf mit dem zweithöchsten Stimmenanteil hinter Okuno der Einzug ins Shūgiin. Unter dem Kabinett Miyazawa wurde er 1991 Staatssekretär (seimujikan) in der Staatslandbehörde.
Im Wahlkreis Nara wurde Maeda bis zur Einführung der Einzelwahlkreise zweimal wiedergewählt, danach 1996 einmal im Wahlkreis Nara 4, den er aber im Jahr 2000 an Ryōtarō Tanose (LDP) verlor. Er hatte sich 1992 der Hata-Ozawa-Faktion angeschlossen und sich 1993 an der Gründung der Erneuerungspartei beteiligt. In den Parteiumbildungen der folgenden Jahre gehörte er der Neuen Fortschrittspartei, der Taiyōtō („Sonnenpartei“), der Minseitō und damit seit 1998 der Demokratischen Partei an. Nach seiner Abwahl im Jahr 2000 versuchte Maeda bei der Sangiin-Wahl 2001 als Kandidat der Demokratischen Partei in der Präfektur Nara den Wechsel in die zweite Kammer, unterlag aber um rund 30 Tausend Stimmen Shōgo Arai (LDP). 2003 kandidierte er bei der Gouverneurswahl in Nara, konnte aber bei hoher Wahlbeteiligung Amtsinhaber Yoshiya Kakimoto nicht bezwingen. 2004 kandidierte er über die landesweite Verhältniswahl erneut für das Sangiin und gewann mit 110.043 Stimmen den 18. von 19 Verhältniswahlsitzen der Demokraten. 2010 wurde er mit 118.248,469 Präferenzstimmen (Platz 13) für weitere sechs Jahre wiedergewählt.
Neben mehreren Parteiämtern führte Maeda seit den späten 1990er Jahren mehrfach den Vorsitz in Parlamentsausschüssen (1998 im Shūgiin-Ausschuss für Okinawa und die Nördlichen Territorien, 1999–2000 im Shūgiin-Kommunikationsausschuss, 2006–2007 im Sangiin-Ausschuss für „grundlegende nationale Politik“ und ab 2010 im Sangiin-Haushaltsausschuss). Im September 2011 wurde er als Nachfolger von Verkehrsminister Akihiro Ōhata ins Kabinett Noda berufen. Bei einer Kabinettsumbildung im Juni 2012 wurde er durch Yūichirō Hata ersetzt.
Bei der Sangiin-Wahl 2016 erhielt Maeda noch 59.853 Stimmen, erreichte damit nur den 19. Platz auf der Liste der Demokratischen Fortschrittspartei, die im nationalen Verhältniswahlkreis nur elf Sitze gewann, und war somit abgewählt.